# オンリー・ユー (テレビドラマ)
『オンリー・ユー』（原題: 『你是我的唯一』）は2009年に台湾の公共電視台で放送されたミニテレビドラマ。全7話。

## 放送時間
- 本放送：2009年1月24日（土） - 1月30日（金）
- 再放送：2009年3月2日（月） - 3月10日（火）

## あらすじ
両親の問題で転校された啓剛は台北を離れて母親の実家の原郷（原住民の人口が多い郷）の花蓮県玉里鎮に引っ越していった。台北と彼女のツバメへの思いで、田舎っぽい玉里で文句ばかりの日々をすごした。いろいろな生活ショックに遭った彼は同じクラスの小真と出逢って友情か愛情か曖昧不明な関係が発展していく。彼は家族、親友との間にそして、ツバメと小真との間での感情の揺れに“自分”を改めて探す。人生の目標を決めて、最後に玉里を発って台北に戻ろうとするときに、未来への道に心の中で確信した。それらはすでに決まっているに初めて気付いた。
『オンリー・ユー』は原郷で発生した少年少女の初恋を主題にして細かく「ピュアな初心」を描くドラマ。人文、土地への関心、環境保護などの意識を含まれると見られるという。

## キャスト
呉啓剛 – 王柏傑
主人公。母親がアミ族の姫でハーフ。父親が知人の借金の保証人を引き受けたが、借金返済のできない知人には逃げられ、両親も密かに深圳に逃げて姿を隠す。それが原因で両親に仕方なく台北から母親の実家の玉里鎮の玉里高校にまで転校された。都会で無駄遣いの暮らしに慣れた彼は初めてこの玉里という純朴な田舎町で久しぶりに祖母と再会し、新たな友達ができ、大自然に触れて改めて心の中の“自分”を探求しはじめる。
王真環 – 傅小芸
ヒロイン。祖父と弟と一緒に暮らしている。玉里高校の高校生で玉里以外の世界に憧れていつか出て行きたいと思っている。あだ名は「小真（真ちゃん）」。気丈の強い子。母親が早死にで、代わりに家では母の役割を担っている。最初、オートバイが啓剛に盗まれた事件（出逢い）で二人が犬猿の仲となってしまったが、後に彼の素質と才能に惹かれ、つい恋心が芽生えてしまう。
伍国芸 – 張君明
玉里高校の高校生。小真の一番親友。名前の発音が似ていることからあだ名は「呉郭魚（ティラピアのこと）」となる。天真爛漫な少女で同学校の先輩に恋心を持ち、彼のために一所懸命にアルバイトしてプレゼントを用意する。
陳保旺 – 高培文
玉里高校の高校生。あだ名「阿保（保くん）」。父は地元の政治家で富裕な生活を送っている。何かのトラブル事件により、啓剛と同じ日に同じ組に転入し、親友になる。呉郭魚に一目惚れする。
王鉄樹 – 陳博正
小真の祖父。口調がユーモラスな年配者。自宅で自転車の販売と修理、オートバイの修理、コーヒーやカキ氷などの複合式喫茶店を営む。息子が家に帰らず、森林保護員の仕事ばかりに打ち込むのに不満を抱く。心臓病を持っている。
王慕義 – 蘇炳憲
小真の父親。妻の死に直面できず、玉里の山奥に住み込んで森林保護員の仕事ばかりに打ち込む。それゆえ、父（鉄樹）に理解されずにいる。
王之渙 – 傅顯捷
小真の弟。愛称は「リョクトウ（緑豆）」。アスペルガー症候群の患者なので、特別支援学校に通っている。父親の帰りを待ちの望んでいる。
毛怪 – 道武司
玉里高校の体育教師。最初は授業時間を借りる問題で英語科の顔先生と激しく争ったが、後にカップルとなる。最終回に顔先生の両親に会うために台北に赴いたとき、偶然に出会った啓剛にいくつも大切な人生のアドバイスを与える。
顔嘉嘉 – 顔嘉楽
玉里高校の英語教師。進学主義者で厳しく生徒たちに要求する。一度、毛怪と激しく争ったが、後にカップルとなる。
お婆さん – 碧徳恪・拿告（高佳音）
アミ族人。啓剛の祖母。カトリック教徒。都会より故郷が好きで玉里に一人暮らししている。啓剛を立派に教育する優しい年配者。自称は「MAMO（アミ族語でお婆さんの意味）」。
ツバメ – 王心宜
啓剛の台北にいる彼女。玉里に転校した啓剛と遠距離恋愛を始める。
先輩 – 呂亜霆
玉里高校の高校生。呉郭魚の自分に対する気持ちが分かっているがそれを引き受けなく拒否した。
特別支援学校教員 – 李懿芳
特別支援学校の教員で、主にリョクトウら3人の子供を教育する。
森の密猟者 – 殷復民など
山に忍び込んでベニクスノキタケを密猟したが、森林保護員の王慕義に気付かれ、仕方なく放棄した。のち、王慕義の山小屋に侵入し、リョクトウを人質にしてベニクスノキタケを手に入れたがとうとう、警察に逮捕された。森の密猟者は実は二人いる。

## スタッフ
- 監督 -  林君城
- 脚本 -  鄧潔・李懿芳・夏康真